# Lardier-et-Valença

Laye este o comună în departamentul Hautes-Alpes, Franța. În 1 ianuarie 2022 avea o populație de 371 de locuitori.